# Въздушен десант
Въздушен десант е военностратегическа операция, извършвана от десантни войски, спускани с парашути, самолети, планери, хеликоптери или нови модерни средства като делтаплани в тила на врага. Пренасянето на войски по въздуха и дислоцирането им на едно място в приятелска територия не е въздушен десант.
Главна цел на въздушнодесантните операции е завземането на плацдарм за настъплението на сухопътните части, превземането или унищожаването на стратегически обекти, както и диверсионни операции.
Силите, използвани в този вид операции, обикновено са леко въоръжени и основната им стратегия е бързото придвижване.